# 三一村 (加利福尼亞州)
三一村（英語：Trinity Village）是位於美國加利福尼亞州三一縣的一個人口普查指定地區。

## 地理
三一村的座標為40°52′27″N 122°30′42″W / 40.87417°N 122.51167°W，而該地最高點為海拔高度393米（即1289英尺）。

## 人口
根據2010年美國人口普查的數據，三一村的面積為10.395平方千米，當中陸地面積為10.395平方千米，而水域面積為0.000平方千米。當地共有人口297人，而人口密度為每平方千米28人。